# Парк Юность (Калининград)
Парк культуры и отдыха Юность — один из парков Калининграда. Расположен в Ленинградском районе города, рядом с Верхним озером, пересечение ул. Азовской и ул. Тельмана. Адрес — улица Тельмана, 3.

## История
Парк Юность был образован после войны. 
5 мая 1961г. Ленинградский райисполком принял решение за №147 Об открытии районного парка культуры и отдыха по ул. Тельмана.
В восьмидесятых-девяностых годах в парке действовало несколько аттракционов. Была лодочная станция. Но постепенно парк пришёл в упадок, и в 2004 году над парком нависла угроза уничтожения застройщиками.
Чтобы спасти парк, местные жители отправили письмо супруге президента Российской Федерации Людмиле Путиной, которая провела детство в прилегающем к парку районе. Благодаря патронажу Путиной парк был сохранён, в нём появились новые аттракционы, детский автогородок, был построен каток с искусственным льдом.
Также в парке находится памятник воинам-интернационалистам, погибшим в локальных войнах (открыт в 1998 году, скульптор Л. Г. Пономарёва, архитектор В. Г. Еремеев).
Планируется строительство часовни, центра семейного отдыха со спа, фитнес-центром и рестораном на воде, колеса обозрения высотой около 50 метров, скейт-центра.

## Центр развития межличностных коммуникаций
В парке расположен Центр развития межличностных коммуникаций — культурно-образовательное учреждение, в первую очередь занимающееся внешкольным образованием детей. Трёхэтажное здание центра выстроено в стиле русского классицизма, и сильно напоминает русские дворянские усадьбы XIX века. По задумке авторов проекта, такое архитектурное решение должно вызывать ассоциации с русской классикой.
Центр, как и весь парк, патронируется Людмилой Путиной. Строительство Центра началось в 2004 году, открытие состоялось 1 сентября 2007 года.